# Божићно примирје
Божићно примирје је био низ раширених, али незваничних примирја дуж Западног фронта око Божића 1914. У недељи пред празник, немачки и британски војници су изашли из ровова да размене празничне честитке и разговарају. У неким областима, људи са обе стране су изашли на ничију земљу на Бадњи дан и Божић размене храну и сувенире. Догодиле су се заједничке сахране и размене заробљеника, док су се неки сусрети завршили певањем божићних песама. Војници су играли фудбал једни против други. Међутим, мирољубиво понашање није било свеприсутно, јер су се борбе наставиле на неким секторима, док су се на другим зараћене стране сложиле да тек узму тела палих војника. И следеће године је неколико јединица уговорило примирја, али она нису била раширена као 1914. Ово је било због строгих наређења команди обеју страна које су забрањивали братимљење. Војници до 1916. нису више уговарали примирја. Рат је постајао све тежи због катастрофалних губитака људских живота током битака на Соми и код Вердена, и увођења у употребу хемијског оружја.
Примирја нису била јединствена за период Божића и одражавала су став живи и пусти да живе, када су пешадинци у великој близини једних другима прекидали са отворено агресивним понашањем и братимили се у мањим размерама, разговарали или трампили цигарете. У неким секторима је било повремених примирја да би се дозволило војницима да се кређу између ровова да покупе рањене или мртве другове, док је у другим постојало прећутна сагласност да се не пуца док се људи одмарају, забављају или раде под будним оком непријатеља.